# エアホステス 〜天使のラブウォーズ〜
『エアホステス 〜天使のラブウォーズ〜』（エアホステス 〜てんしのラブウォーズ〜）は、タイ王国製作のテレビドラマで、2008年にタイのChannel V（en）で放送された。航空会社を舞台とし、内容の過激さからタイ国際航空労働組合からクレームが入り、放送中止の危機に陥り、これについては日本のテレビ番組（2008年1月25日放映の「スーパーモーニング」）でも取り上げられた。全34話。日本ではエスピーオーからDVD-BOX（BOX1が第1話から第15話まで、BOX2が第16話から第34話まで）が発売されている。

## キャスト
- サハラット・サンカプリーチャー（イン役）　パイロット。
- ナワット・クンラットナラック（ニン役）　副パイロット。
- ナムティップ・ジョンラチャタウィブーン（リン役）　キャビンアテンダント。有能で美人。インと心を通わせるが、ニンの強引なアプローチに結婚を承諾する。
- ニティチャイ・ヨットアモーンスントーン（ヌイ役）　男性キャビンアテンダント。リンの親友。大企業の社長令息で隠れゲイ。
- パーンワート・ヘムマニー（チェリー役）　新人キャビンアテンダント。ニンの愛人。リンに様々な嫌がらせをする。
- アピサダー・クルアコンカー（ノイ役）　先輩キャビンアテンダント。ニンの妹。リンを目の敵にする。
- マユリン・ポーンプットパン（ジム役）　インの妻。離婚協議中。
- ティティナン・スワンサック（マーク役）　医師。ヌイと心を通わせる。
- パッタラー・アティラートクン（ギップ役）　リンとヌイの同期キャビンアテンダント。リンと親友だったが、ニンを巡り仲違いする。
- ワラパン・グイダラクン（ジート役）　　リーダー格のキャビンアテンダント。オールドミスだが、後輩の面倒見が良く、信頼が厚い。
- パッソーン・ブンヤキアット（ニンの母役）　嫌味でケチな性格。
- アピチャート・ハーラムジアック（ヌイの父役）　大企業の社長。心臓が悪い。
- ロッサリン・ジャンタラー（リンの母役）　リンを女手一つで育て上げた。
- ウォラナン・ジャンタラッサミー（ネーン役）　ヌイの婚約者。悪い人間ではないが、ぶりっ子で空気が読めないタイプ。
- プリヤー・ウォンラビアップ（ユイ役）　キャビンアテンダント。噂話が大好き。
- カンヤラット・ピムサワッディー
- スピチャー・モンコンジッタノン（ノーン役）　ニンの前妻との間の子。生意気でひねくれた性格。